# Labola-Nambalfo
Pour les articles homonymes, voir Labola.
Labola-Nambalfo est une commune rurale située dans le département de Tiéfora de la province de Comoé dans la région des Cascades au Burkina Faso.